# Meamu River
Meamu River är ett vattendrag i Guyana.   Det ligger i regionen Cuyuni-Mazaruni, i den nordvästra delen av landet, 250 km väster om huvudstaden Georgetown.